# Okara Park
Okara Park è un impianto sportivo multifunzione neozelandese che si trova a Whangārei, città della regione di Northland, la più settentrionale del Paese.
Ultimato nel 1965, è il terreno interno delle province rugbistiche di Northland sia nel rugby a XIII che in quello a XV.
Capace di 18000 posti a sedere, lo stadio fu noto dal 2010 al 2018 con il nome di Toll Stadium e, dal 2019, è chiamato Semenoff Stadium dal nome del partner commerciale che ha acquistato i diritti di naming dell'impianto.
In ambito internazionale ha ospitato partite della fase a gironi della Coppa del Mondo di rugby 2011 e, periodicamente, è sede degli incontri della propria selezione provinciale con le formazioni dell'emisfero nord in visita, in particolare i British Lions.
La sua proprietà è in capo al distretto di Whangārei che lo gestisce tramite la propria agenzia Venues & Events Whangārei.
Okara Park è destinato a ospitare gare della Coppa del Mondo di rugby femminile 2021 organizzata dalla Nuova Zelanda.

## Storia
I lavori iniziarono nel 1964, nel centenario del riconoscimento a Whangārei dello status di città; lo stadio, ultimato nel 1965, costò circa 70000 sterline e poteva ospitare 12000 spettatori seduti e, potenzialmente, fino a 60000 in piedi nell'ampio spazio intorno al campo; il battesimo internazionale dello stadio fu l'accoglimento del Sudafrica nel suo tour del 1965 quando gli Springbok batterono 14-11 North Auckland (com'era all'epoca nota la provincia di Northland); l'anno dopo furono di passaggio i British Lions che nel corso del loro tour vinsero con un combattuto 6-3.
A fronte di una popolazione cittadina di circa, all'epoca, 35000 spettatori, negli anni settanta lo stadio registrò affluenze eccezionali: un incontro del 1971 contro Auckland vinto 17-12 fu disputato davanti a circa 47000 spettatori; un anno dopo, ancora 40000 spettatori assistettero alla rivincita, vinta da Auckland 16-15.
Nel 2010 affrontò una ristrutturazione in previsione dell'impiego come sede degli incontri della Coppa del Mondo di rugby 2011 e, nello stesso anno, legò per la prima volta il suo nome a un partner commerciale, Toll NZ, filiale neozelandese del gruppo australiano di logistica e trasporti Toll.
Alla Coppa del Mondo ospitò Tonga in due occasioni, contro il Canada e il Giappone, i primi incontri internazionali di rugby a 15 tenutisi nello stadio; tre anni più tardi fu la volta anche del rugby a 13 a ospitare un incontro tra squadre nazionali, in occasione del Four Nations 2014, tra Nuova Zelanda e Samoa, vinto dai Kiwis 14-12.
Nel 2018 terminò l'accordo con Toll e l'anno successivo Venues & Events Whangārei firmò un accordo con Semenoff Group, altra azienda di trasporti con sede a Whangārei, a seguito del quale ha assunto il nome di Semenoff Stadium.
A febbraio 2020 Okara Park fu annunciata come una delle sedi destinate a ospitare la Coppa del Mondo di rugby femminile 2021; la manifestazione è stata posticipata al 2022 per via della pandemia di COVID-19 che ha reso impossibili i tornei di qualificazione alla stessa.

## Incontri internazionali di rilievo

### Rugby a 13
| Arbitro: | Henry Perenara |

|                                |    |                   |
| Foran Kenny-Dowall Nightingale | mt | Leilua Moga Vidot |
| S. Johnson                     | tr |                   |

### Rugby a 15
| Arbitro: | Jonathan Kaplan |

|                 |      |                                          |
| Piutau 40’, 52’ | mt   | 13’ Sinclair 66’ Carpenter 73’ MacKenzie |
| Morath 40’, 53’ | tr   | 13’, 73’ Pritchard                       |
| Morath 42’, 64’ | c.p. | 25’, 44’ Pritchard                       |

| Arbitro: | Dave Pearson |

|                                     |      |                                         |
| Ma’afu 7’ Lokotui 15’ Vainikolo 54’ | mt   | 14’ Hatakeyama 26’ Leitch 63’ Tupuailai |
| Morath 15’, 54’                     | tr   |                                         |
| Morath 28’, 31’, 49’, 66’           | c.p. | 39’ Webb                                |